# Hexathele nigra
Hexathele nigra är en spindelart som beskrevs av Forster 1968. Hexathele nigra ingår i släktet Hexathele och familjen Hexathelidae. Inga underarter finns listade i Catalogue of Life.